# 庫爾特·舒馬赫
庫爾特·舒馬赫（德語：Kurt Schumacher, 1895年10月13日—1952年8月20日）是一位德國社會民主黨政治家。

## 生平
舒马赫在1930年德国国会选举中当选议员后成为社会民主党内最年轻的国会议员，期间他是社民党内坚定的反纳粹主义者，同时也是对授权法案投下反对票的94名社民党议员之一。除了反對極右翼（納粹黨），他也反對極左翼（德國共產黨），他將共產主義者描述為“紅色納粹份子”。
1933年纳粹党掌权后他于同年7月6日遭到逮捕被关押在集中营，关押期间他受到嚴重的虐待，多次面临生命危险直至1945年4月10日被盟军释放。從1946年起擔任德國社會民主黨主席，從1949年起擔任西德聯邦議會反對黨領袖直到去世為止。 
戰後他是總理康拉德·阿登納政府的反對者，也是東德德國統一社會黨和共產主義反對者。